# Moundybach
Le Moundybach (en russe : Мундыбаш est une rivière de Russie qui coule dans l'oblast de Kemerovo, c'est-à-dire dans la partie sud-est du bassin de l'Ob en Sibérie. La rivière est un affluent de la Kondoma en rive droite, donc un sous-affluent de l'Ob par la Kondoma et par le Tom. Elle a donné son nom à la commune de Moundybach.

## Géographie
Le Moundybach est long de 120 km et draine un bassin de 2 300 km2, c'est-à-dire une superficie plus ou moins équivalente au département des Yvelines en France.
La rivière naît sur le versant nord-ouest des Monts Saïan occidentaux. Elle se dirige globalement vers le nord-ouest et reçoit dans son cours supérieur les eaux de nombreux petits affluents. Peu avant la fin de son parcours, son dernier affluent de droite, le Telbès, lui apporte un volume d'eau supérieur à son propre débit. Le Moundybach conflue peu après en rive droite avec la Kondoma, au niveau de la ville de Moundybach. 
Comme le Telbès, le Moundybach est un cours d'eau très abondant, puissamment alimenté par les fortes précipitations arrosant les montagnes de son bassin.

## Affluents
- Le Telbès

## Hydrométrie - Les débits mensuels du Moundybach à Moundybach
Le débit du Moundybach a été observé pendant 62 ans (période 1936 - 2000) à Moundybach, petite ville située au niveau (à 3 kilomètres) de sa confluence avec la Kondoma. 
Le débit inter annuel moyen ou module observé à Moundybach sur cette période était de 21,1 m3/s pour une surface de drainage de 1 060 km2, soit plus ou moins 48 % du bassin versant de la rivière qui en compte 2 300.
La lame d'eau écoulée dans ce bassin versant se monte ainsi à 628 millimètres par an, ce qui peut être considéré comme très élevé, et correspond aux mesures effectuées sur d'autres cours d'eau de cette région. 
Rivière alimentée en partie par la fonte des neiges, mais aussi par les pluies d'été et d'automne, le Moundybach est un cours d'eau de régime nivo-pluvial. 
Les hautes eaux se déroulent au printemps, en avril et en mai, ce qui correspond au dégel et à la fonte des neiges. En juin puis en juillet, le débit baisse très rapidement, jusqu'à l'étiage d'été qui a lieu au mois d'août. En automne, le débit rebondit, de septembre à novembre, ce qui forme un second sommet lié aux pluies de saison. Le débit baisse à nouveau en novembre et surtout en décembre, ce qui constitue l'entrée en période des basses eaux, laquelle a lieu de décembre à mars inclus. Cette saison de basses eaux correspond aux importantes gelées qui envahissent rapidement toute la Sibérie. 
Le débit moyen mensuel observé en février (minimum d'étiage) est de 1,52 m3/s, soit plus ou moins 2 % du débit moyen du mois de mai (87,5 m3/s), ce qui témoigne de 
variations saisonnières très élevées. Sur la durée d'observation de 62 ans, le débit mensuel minimal a été de 0,27 m3/s en mars 1943, tandis que le débit mensuel maximal atteignait 233 m3/s en mai 1937. 
En ne considérant que la période estivale, libre de glaces (de mai à octobre inclus), le débit moyen mensuel minimum a été de 1,49 m3/s en août 1943, niveau fort bas comparé au débit inter annuel moyen de la rivière, ce qui implique des étiages d'été assez sévères eux aussi. 